# Rhipidia (Rhipidia) schadei
Rhipidia (Rhipidia) schadei is een tweevleugelige uit de familie steltmuggen (Limoniidae). De soort komt voor in het Neotropisch gebied.